# Aussie Millions
L'Australian Poker Championship, più comunemente noto come Aussie Millions, è una serie di tornei di texas hold'em giocati al Crown Casino, a Melbourne, in Australia. Il Main Event di questo circuito è il torneo più ricco dell'emisfero sud, con un montepremi che supera i A$7,000,000.

## Struttura del Main Event
La struttura del Main Event è leggermente diversa dagli altri maggiori tornei. Mentre nei maggiori tornei di Texas Hold'em, compreso il Main Event delle World Series of Poker, si gioca sempre con tavoli da 9 giocatori, nel Main Event dell'Aussie Millions si inizia con tavoli da 8 giocatori. Il gioco continua così fino a che i giocatori rimangono in 36 e a questo punto  si continua con tavoli da 6 giocatori. Dal 2009 la struttura del Main Event ha diviso i day1 in tre giornate, con livelli di 90 minuti. Dal Day2 e fino alla fine del torneo, i livelli sono da 120 minuti.

## Eventi High-Roller
L'Aussie Millions è anche conosciuto per i suoi tornei high roller, caratterizzati dai più alti buy-in della storia.

### $100,000 Challenge
Il trend dei tornei high roller ha inizio nel 2006, quando l'Aussie Millions lanciò il suo $100,000 No Limit Holdem Challenge (il cui attuale buy-in è $100,500, inclusi $500 trattenuti dalla casa), che al tempo era il torneo con il più alto buy-in della storia. Il torneo ha una struttura del tutto particolare:
- I giocatori iniziano con 100,000 chips, uno stack considerevolmente più alto rispetto sia all'Aussie Millions che al Main Event delle WSOP.
- Le puntate sono Pot Limit Preflop e No Limit Postflop.
- I giocatori hanno solo 30 secondi per giocare la mano. All'inizio dek torneo, ogni giocatore riceve tre "estensioni da 30 secondi" che può utilizzare durante il torneo.

Il $100,000 Challenge è stato giocato per la prima volta nel 2006, con 10 partecipanti.

### $250,000 Super High Roller
Nel 2011, dopo la nascita di vari tornei con il buy-in intorno ai $100,000 del Challenge, l'Aussie Millions aggiunse un torneo dal buy-in di $250,000, che risultò essere nuovamente il torneo dal buy-in più alto (fino a che le World Series of Poker non hanno introdotto un evento ufficiale dal buy-in $1,000,000). In origine era pensato come un torneo heads-up No Limit, ma gli organizzatori hanno cambiato per due volte il formato, trasformandolo in un classico torneo No Limit.
Al primo torneo parteciparono 20 giocatori, tra cui i professionisti Phil Ivey, Erik Seidel, Tom Dwan, Chris Ferguson, John Juanda, David Benyamine e Annette Obrestad, più Sam Trickett, che aveva appena vinto il torneo da $100K . Seidel, che finì secondo nel torneo $100K, vinse il torneo per $2,500,000, battendo Trickett in heads-up.

## Risultati

### Vincitori del Main Event

#### 1998 Australian Poker Championships (Limit Hold'em)
- Buy-in: $1,000
- Data: 26 Luglio 1998
- Partecipanti: 74
- Montepremi totale: $74,000
- Giocatori a premio: 9

| Posizione | Nome              | Premio  |
| --------- | ----------------- | ------- |
| 1         | Alex Horowitz     | $25,900 |
| 2         | Ken Eastwood      | $14,800 |
| 3         | David Gorr        | $7,400  |
| 4         | Leo Boxell        | $4,810  |
| 5         | Mike Ivin         | $3,700  |
| 6         | Jason Gray        | $2,960  |
| 7         | Michael Marcos    | $2,220  |
| 8         | Vince Oliver      | $1,850  |
| 9         | Emilia Garvenovak | $1,480  |

#### 1999 Australian Poker Championships (Pot-Limit Hold'em)
- Buy-in: $1,000
- Data: Agosto 1999
- Partecipanti: 109
- Montepremi totale: $109,000
- Giocatori a premio: 18

| Posizione | Nome            | Premio  |
| --------- | --------------- | ------- |
| 1         | Milo Nadalin    | $38,150 |
| 2         | Adam Haman      | $21,800 |
| 3         | Joe Meissner    | $10,900 |
| 4         | Sam Khouiss     | $7,085  |
| 5         | Larry Jones     | $5,450  |
| 6         | Billy Argyros   | $4,360  |
| 7         | Brian Mulvihill | $3,270  |
| 8         | Vic Thornton    | $2,725  |
| 9         | John Maver      | $2,180  |

#### 2000 Australian Poker Championships
- Buy-in: $1,500
- Data: 27 Agosto 2000
- Partecipanti: 109
- Montepremi totale: $173,500
- Giocatori a premio: 18

| Posizione | Nome              | Premio  |
| --------- | ----------------- | ------- |
| 1         | Leo Boxell        | $65,225 |
| 2         | Gerry Fitt        | $32,700 |
| 3         | Gary Benson       | $16,350 |
| 4         | Jason Gray        | $10,628 |
| 5         | Martin Comer      | $8,175  |
| 6         | Charles Cuschieri | $6,540  |
| 7         | Joe Humunicki     | $4,905  |
| 8         | Wendy Boxell      | $4,088  |
| 9         | Chris Newton      | $3,270  |

#### 2001 Australian Poker Championships
- Buy-in: $1,500
- Data: 24 Agosto 2001
- Partecipanti: 101
- Montepremi totale: $151,500
- Giocatori a premio: 18

| Posizione | Nome            | Premio  |
| --------- | --------------- | ------- |
| 1         | Sam Korman      | $53,025 |
| 2         | Eric Sclavos    | $30,300 |
| 3         | James Potter    | $15,150 |
| 4         | Toby Atroshenko | $9,848  |
| 5         | John Maitland   | $7,575  |
| 6         | Jamil Dia       | $6,060  |
| 7         | Gerry Fitt      | $4,545  |
| 8         | Lee Nelson      | $3,787  |
| 9         | Mick Anderson   | $3,030  |

#### 2002 Australian Poker Championships
- Buy-in: $5,000
- Data: 11-12 Gennaio 2002
- Partecipanti: 66
- Montepremi totale: $330,000
- Giocatori a premio: 10

| Posizione | Nome              | Premio   |
| --------- | ----------------- | -------- |
| 1         | John Maver        | $150,000 |
| 2         | John Homann       | $63,000  |
| 3         | David Szetho      | $35,000  |
| 4         | Lee Nelson        | $24,500  |
| 5         | Chris Newton      | $17,500  |
| 6         | Toby Atroshenko   | $10,500  |
| 7         | Frank Callaghan   | $9,625   |
| 8         | Mike Guttman      | $7,875   |
| 9         | Constantin Harach | $7,000   |

#### 2003 Crown Australian Poker Championships
- Buy-in: $10,000
- Data: 12 Gennaio 2003
- Partecipanti: 122
- Montepremi totale: $1,220,000
- Giocatori a premio: 18

| Posizione | Nome            | Premio   |
| --------- | --------------- | -------- |
| 1         | Peter Costa     | $394,870 |
| 2         | Leo Boxell      | $225,640 |
| 3         | Harry Demetriou | $124,102 |
| 4         | Sam Khouiss     | $101,538 |
| 5         | Joe Cabret      | $78,974  |
| 6         | Ram Vaswani     | $67,692  |
| 7         | Martin Comer    | $56,410  |
| 8         | Erich Kollmann  | $45,128  |
| 9         | Joe Beevers     | $33,846  |

#### 2004 Crown Australian Poker Championships
- Buy-in: $10,000
- Data: 15 Gennaio 2003
- Partecipanti: 133
- Montepremi totale: $1,330,000
- Giocatori a premio: 18

| Posizione | Nome         | Premio   |
| --------- | ------------ | -------- |
| 1         | Tony Bloom   | $426,500 |
| 2         | Jesse Jones  | $243,700 |
| 3         | Kenna James  | $134,000 |
| 4         | David Hatzis | $109,700 |
| 5         | Mark Banin   | $85,300  |
| 6         | Brian Hull   | $73,100  |
| 7         | Mike Ivin    | $60,900  |
| 8         | Han Luu      | $48,700  |
| 9         | Tino Lechich | $36,600  |

#### 2005 Crown Australian Poker Championships
- Buy-in: $10,000
- Data: Dal 18 al 20 Gennaio 2005
- Partecipanti: 263
- Montepremi totale: $2,630,000
- Giocatori a premio: 40

| Posizione | Nome            | Premio     |
| --------- | --------------- | ---------- |
| 1         | Jamil Dia       | $1,000,000 |
| 2         | Mike Simkin     | $465,000   |
| 3         | George Mamacas  | $250,000   |
| 4         | Martin Comer    | $170,000   |
| 5         | Stephen McLean  | $110,000   |
| 6         | Warwick Dunnett | $80,000    |
| 7         | Jonathan Paul   | $70,000    |
| 8         | Gary Benson     | $60,000    |
| 9         | Marcel Lüske    | $50,000    |

#### 2006 Crown Australian Poker Championships
- Buy-in: $10,000
- Data: Dal 14 al 19 Gennaio 2006
- Partecipanti: 418
- Montepremi totale: $4,180,000
- Giocatori a premio: 48

| Posizione | Nome           | Premio     |
| --------- | -------------- | ---------- |
| 1         | Lee Nelson     | $1,295,800 |
| 2         | Robert Neary   | $689,700   |
| 3         | Nenad Medić    | $376,200   |
| 4         | Shannon Shorr  | $271,700   |
| 5         | Jeff Sealey    | $209,000   |
| 6         | Russell Davies | $167,200   |
| 7         | Wes Bugiera    | $125,400   |

#### 2007 Crown Australian Poker Championships
- Buy-in: $10,000
- Data: Dal 14 al 19 Gennaio 2007
- Partecipanti: 747
- Montepremi totale: $7,470,000
- Giocatori a premio: 80

| Posizione | Nome          | Premio     |
| --------- | ------------- | ---------- |
| 1         | Gus Hansen    | $1,500,000 |
| 2         | Jimmy Fricke  | $1,000,000 |
| 3         | Andy Black    | $700,000   |
| 4         | Julius Colman | $500,000   |
| 5         | Hans Vogl     | $400,000   |
| 6         | Marc Karam    | $300,000   |
| 7         | Kristy Gazes  | $220,000   |

#### 2008 Crown Australian Poker Championships
- Buy-in: $10,000
- Data: Dal 14 al 19 Gennaio 2008
- Partecipanti: 780
- Montepremi totale: A$7,758,500
- Giocatori a premio: 80

| Posizione | Nome                     | Premio     |
| --------- | ------------------------ | ---------- |
| 1         | Alexander Kostritsyn     | $1,650,000 |
| 2         | Erik Seidel              | $1,000,000 |
| 3         | Michael Chrisanthopoulos | $700,000   |
| 4         | Peter Ling               | $500,000   |
| 5         | Nino Marotta             | $400,000   |
| 6         | Antonio Casale           | $300,000   |
| 7         | Peter Mobbs              | $225,000   |

#### 2009 Crown Australian Poker Championship
- Buy-in: $10,000
- Data: Dal 17 al 23 Gennaio 2009
- Partecipanti: 681
- Montepremi totale: $6,810,000
- Giocatori a premio: 64

| Posizione | Nome                  | Premio     |
| --------- | --------------------- | ---------- |
| 1         | Stewart Scott         | $2,000,000 |
| 2         | Peter Rho             | $1,000,000 |
| 3         | Elliot Smith          | $700,000   |
| 4         | Rajkumar Ramakrishnan | $400,000   |
| 5         | Sam Capra             | $300,000   |
| 6         | Zach Gruneberg        | $210,000   |
| 7         | Richard Ashby         | $150,000   |

#### 2010 Crown Australian Poker Championship
- Buy-in: $10,000
- Data: Dal 24 al 30 gennaio 2010
- Partecipanti: 746
- Montepremi totale: $7,460,000
- Giocatori a premio: 72

| Posizione | Nome               | Premio     |
| --------- | ------------------ | ---------- |
| 1         | Tyron Krost        | $2,000,000 |
| 2         | Frederik Jensen    | $1,100,000 |
| 3         | Sorel Mizzi        | $715,000   |
| 4         | Kosta Varoxis      | $450,000   |
| 5         | Peter Jetten       | $350,000   |
| 6         | Steven Friedlander | $250,000   |
| 7         | Annette Obrestad   | $175,000   |

#### 2011 Crown Australian Poker Championship
- Buy-in: $10,000
- Data: Dal 23 al 29 Gennaio 2011
- Partecipanti: 721
- Montepremi totale: $7,210,000
- Giocatori a premio: 72

| Posizione | Nome          | Premio     |
| --------- | ------------- | ---------- |
| 1         | David Gorr    | $2,000,000 |
| 2         | James Keys    | $1,035,000 |
| 3         | Jeff Rossiter | $700,000   |
| 4         | Michael Ryan  | $450,000   |
| 5         | Randy Dorfman | $325,000   |
| 6         | Samad Razavi  | $225,000   |
| 7         | Chris Moorman | $175,000   |

#### 2012 Crown Australian Poker Championship
- Buy-in: $10,000
- Data: Dal 22 al 28 Gennaio 2012
- Partecipanti: 659
- Montepremi totale: $6,590,000
- Giocatori a premio: 72

| Posizione | Nome              | Premio     |
| --------- | ----------------- | ---------- |
| 1         | Oliver Speidel    | $1,600,000 |
| 2         | Kenneth Wong      | $1,000,000 |
| 3         | Mile Krstanoski   | $610,000   |
| 4         | Mohamad Kowssarie | $405,000   |
| 5         | Patrick Healy     | $300,000   |
| 6         | Bjorn Li          | $230,000   |
| 7         | Yann Dion         | $170,000   |

#### 2013 Crown Australian Poker Championship
- Buy-in: $10,000
- Data: Dal 27 Gennaio al 2 Febbraio 2013
- Partecipanti: 629
- Montepremi totale: $6,290,000
- Giocatori a premio: 64

| Posizione | Nome            | Premio     |
| --------- | --------------- | ---------- |
| 1         | Mervin Chan     | $1,600,000 |
| 2         | Joseph Cabret   | $1,000,000 |
| 3         | Patrik Antonius | $600,000   |
| 4         | Dan Shak        | $400,000   |
| 5         | Jarrod Glennon  | $290,000   |
| 6         | David Yan       | $220,000   |
| 7         | Jay Tan         | $150,000   |

#### 2014 Aussie Millions Poker Championship
- Buy-in: $10,600
- Data: Dal 2 al 9 Febbraio 2014
- Partecipanti: 668
- Montepremi totale: $6,680,000
- Giocatori a premio: 72

| Posizione | Nome              | Premio     |
| --------- | ----------------- | ---------- |
| 1         | Ami Barer         | $1,600,000 |
| 2         | Sorel Mizzi       | $1,000,000 |
| 3         | Jake Balsiger     | $650,000   |
| 4         | Darren Rabinowitz | $450,000   |
| 5         | Vincent Rubianes  | $335,000   |
| 6         | Andrew Phaedonos  | $250,000   |
| 7         | Scott Seiver      | $170,000   |

#### 2015 Aussie Millions Poker Championship
- Buy-in: $10,600
- Data: Dal 25 Gennaio all'1 Febbraio 2015
- Partecipanti: 648
- Montepremi totale: $6,480,000
- Giocatori a premio: 72

| Posizione | Nome               | Premio     |
| --------- | ------------------ | ---------- |
| 1         | Manny Stavropoulos | $1,385,500 |
| 2         | Lennart Uphoff     | $1,214,500 |
| 3         | Joel Douaglin      | $630,000   |
| 4         | James Rann         | $430,000   |
| 5         | Brian Rast         | $315,000   |
| 6         | Anthony Legg       | $235,000   |
| 7         | Richard Lyndaker   | $160,000   |

#### 2016 Aussie Millions Poker Championship
- Buy-in: $10,600
- Data: Dal 25 al 31 gennaio
- Partecipanti: 732
- Montepremi totale: $7,320,000
- Giocatori a premio: 80

| Posizione | Nome               | Premio     |
| --------- | ------------------ | ---------- |
| 1         | Ari Engel          | $1,600,000 |
| 2         | Tony Dunst         | $1,000,000 |
| 3         | Samantha Abernathy | $624,000   |
| 4         | Alex Lynskey       | $445,000   |
| 5         | Dylan Honeyman     | $340,000   |
| 6         | Kitty Kuo          | $270,000   |
| 7         | John Apostolidis   | $210,000   |

#### 2017 Aussie Millions Poker Championship
- Buy-in: $ 10,600
- Data: Dal 22 al 29 gennaio
- Partecipanti: 725
- Montepremi totale: A$ 7,685,000
- Giocatori a premio: 80

| Posizione | Nome              | Premio      |
| --------- | ----------------- | ----------- |
| 1         | Shurane Vijayaram | A$1,600,000 |
| 2         | Ben Heath         | A$1,000,000 |
| 3         | Tobias Hausen     | A$620,000   |
| 4         | Jeff Rossiter     | A$440,000   |
| 5         | Fedor Holz        | A$335,000   |
| 6         | David Olson       | A$270,000   |
| 7         | Luke Roberts      | A$210,000   |

#### 2018 Aussie Millions Poker Championship
- Buy-in: $ 10,600
- Data: Dal 28 gennaio al 4 febbraio
- Partecipanti: 800
- Montepremi totale: A$ 8,000,000
- Giocatori a premio: 88

| Posizione | Nome             | Premio      |
| --------- | ---------------- | ----------- |
| 1         | Toby Lewis       | A$1,458,198 |
| 2         | Stefan Huber     | A$909,699   |
| 3         | Espen Solaas     | A$1,177,103 |
| 4         | Chul-Hyon Park   | A$470,000   |
| 5         | Mike Del Vecchio | A$370,000   |
| 6         | Ben Richardson   | A$300,000   |
| 7         | Johan Schumacher | A$235,000   |

#### 2019 Aussie Millions Poker Championship
- Buy-in: $10,600
- Data: Dal 28 gennaio al 3 febbraio
- Partecipanti: 822
- Montepremi totale: $8,220,000
- Giocatori a premio: 88

| Posizione | Nome              | Premio      |
| --------- | ----------------- | ----------- |
| 1         | Bryn Kenney       | $1,272,598* |
| 2         | Mike Del Vecchio  | $1,272,162* |
| 3         | Andrew Hinrichsen | $1,098,739* |
| 4         | Clinton Taylor    | $483,000    |
| 5         | Matthew Wakeman   | $380,300    |
| 6         | Gyeong Byeong Lee | $309,000    |
| 7         | Hamish Crawshaw   | $242,000    |

*Deal tra gli ultimi tre finalisti

#### 2020 Aussie Millions Poker Championship
- Buy-in: $10,600
- Data: 17–24 gennaio 2020
- Partecipanti: 820
- Montepremi: $8,200,000
- Giocatori a premio: 88

| Posizione | Nome           | Premio      |
| --------- | -------------- | ----------- |
| 1         | Vincent Wan    | $1,318,000* |
| 2         | Ngoc Tai Hoang | $1,318,000* |
| 3         | Gareth Pepper  | $1,000,000* |
| 4         | Nino Ullmann   | $480,160    |
| 5         | Erik Seidel    | $378,660    |
| 6         | Oliver Weis    | $307,820    |
| 7         | Nicolas Malo   | $240,080    |

*Deal tra gli ultimi tre finalisti

### Vincitori dell'High Roller (A$ 100,000 Challenge)
| Anno | Vincitore           | Premio       | Partecipanti  | Montepremi totale |
| ---- | ------------------- | ------------ | ------------- | ----------------- |
| 2006 | John Juanda         | A$ 1,000,000 | 10            | A$ 1,000,000      |
| 2007 | Erick Lindgren      | A$ 1,000,000 | 18            | A$ 1,800,000      |
| 2008 | Howard Lederer      | A$ 1,250,000 | 25            | A$ 2,500,000      |
| 2009 | David Steicke       | A$ 1,200,000 | 23            | A$ 2,300,000      |
| 2010 | Dan Shak            | A$ 1,200,000 | 24            | A$ 2,400,000      |
| 2011 | Sam Trickett        | A$ 1,525,000 | 38            | A$ 3,800,000      |
| 2012 | Dan Smith           | A$ 1,012,000 | 22            | A$ 2,200,000      |
| 2013 | Andrew Robl         | A$ 1,000,000 | 22            | A$ 2,200,000      |
| 2014 | Yevgeniy Timoshenko | A$ 2,000,000 | 47 (29 Rebuy) | A$ 7,486,000      |
| 2015 | Richard Yong        | A$ 1,870,000 | 70            | A$ 6,860,000      |
| 2016 | Fabian Quoss        | A$ 1,446,480 | 41 (11 Rebuy) | A$ 4,018,000      |
| 2017 | Nick Petrangelo     | A$ 882,000   | 18            | A$ 1,764,000      |
| 2018 | Michael Lim         | A$ 931,000   | 19            | A$ 1,862,000      |

### Vincitori del Super High Roller (A$ 250,000 Challenge)
| Anno | Vincitore     | Premio       | Partecipanti  | Montepremi totale |
| ---- | ------------- | ------------ | ------------- | ----------------- |
| 2011 | Erik Seidel   | A$ 2,500,000 | 20            | A$ 5,000,000      |
| 2012 | Phil Ivey     | A$ 2,000,000 | 16            | A$ 4,000,000      |
| 2013 | Sam Trickett  | A$ 2,000,000 | 18            | A$ 4,500,000      |
| 2014 | Phil Ivey     | A$ 4,000,000 | 30 (16 Rebuy) | A$ 11,270,000     |
| 2015 | Phil Ivey     | A$ 2,205,000 | 25            | A$ 6,105,000      |
| 2016 | Steve O'Dwyer | A$ 951,960   | 16 (1 Rebuy)  | A$ 3,920,000      |